# マイアミ・オープン
マイアミ・オープン（英語：Miami Open）は、毎年3月にアメリカ合衆国フロリダ州マイアミガーデンズで行われる男女共催の国際テニス競技大会である。

## 概要
男子はATPマスターズ1000、女子はWTA 1000のカテゴリに属している。BNPパリバ・オープンと同年に連続優勝することは「サンシャイン・ダブル」と呼ばれる。
1987年から2018年まではクランドン・パーク・テニス・センターにて行われていたが、2019年にハードロック・スタジアムへ移転。ハードロック・スタジアム内には特設コートが設けられる。
2020年大会は新型コロナウイルス感染症の影響により中止された。

## 大会歴代優勝者

### 男子シングルス
| 年   | 優勝者                   | 準優勝者                     | スコア                  |
| ---- | ------------------------ | ---------------------------- | ----------------------- |
| 1985 | ティム・メイヨット       | スコット・デービス           | 4-6, 4-6, 6-3, 6-2, 6-4 |
| 1986 | イワン・レンドル         | マッツ・ビランデル           | 3-6, 6-1, 7-6, 6-4      |
| 1987 | ミロスラフ・メチージュ   | イワン・レンドル             | 7-5, 6-2, 7-5           |
| 1988 | マッツ・ビランデル       | ジミー・コナーズ             | 6-4, 4-6, 6-4, 6-4      |
| 1989 | イワン・レンドル         | トーマス・ムスター           | 不戦勝                  |
| 1990 | アンドレ・アガシ         | ステファン・エドベリ         | 6-1, 6-4, 0-6, 6-2      |
| 1991 | ジム・クーリエ           | デビッド・ウィートン         | 4-6, 6-3, 6-4           |
| 1992 | マイケル・チャン         | アルベルト・マンシーニ       | 7-5, 7-5                |
| 1993 | ピート・サンプラス       | マラビーヤ・ワシントン       | 6-3, 6-2                |
| 1994 | ピート・サンプラス       | アンドレ・アガシ             | 5-7, 6-3, 6-3           |
| 1995 | アンドレ・アガシ         | ピート・サンプラス           | 3-6, 6-2, 7-6           |
| 1996 | アンドレ・アガシ         | ゴラン・イワニセビッチ       | 3-0 途中棄権            |
| 1997 | トーマス・ムスター       | セルジ・ブルゲラ             | 7-6, 6-3, 6-1           |
| 1998 | マルセロ・リオス         | アンドレ・アガシ             | 7-5, 6-3, 6-4           |
| 1999 | リカルト・クライチェク   | セバスチャン・グロジャン     | 4-6, 6-1, 6-2, 7-5      |
| 2000 | ピート・サンプラス       | グスタボ・クエルテン         | 6-1, 6-7, 7-6, 7-6      |
| 2001 | アンドレ・アガシ         | ジャン＝マイケル・ギャンビル | 7-6, 6-1, 6-0           |
| 2002 | アンドレ・アガシ         | ロジャー・フェデラー         | 6-3, 6-3, 3-6, 6-4      |
| 2003 | アンドレ・アガシ         | カルロス・モヤ               | 6-3, 6-3                |
| 2004 | アンディ・ロディック     | ギリェルモ・コリア           | 6-7, 6-3, 6-1 途中棄権  |
| 2005 | ロジャー・フェデラー     | ラファエル・ナダル           | 2-6, 6-7, 7-6, 6-3, 6-1 |
| 2006 | ロジャー・フェデラー     | イワン・リュビチッチ         | 7-6, 7-6, 7-6           |
| 2007 | ノバク・ジョコビッチ     | ギリェルモ・カナス           | 6-3, 6-2, 6-4           |
| 2008 | ニコライ・ダビデンコ     | ラファエル・ナダル           | 6-4, 6-2                |
| 2009 | アンディ・マリー         | ノバク・ジョコビッチ         | 6-2, 7-5                |
| 2010 | アンディ・ロディック     | トマーシュ・ベルディハ       | 7-5, 6-4                |
| 2011 | ノバク・ジョコビッチ     | ラファエル・ナダル           | 4-6, 6-3, 7-6(7-4)      |
| 2012 | ノバク・ジョコビッチ     | アンディ・マリー             | 6-1, 7-6(7-4)           |
| 2013 | アンディ・マリー         | ダビド・フェレール           | 2-6, 6-4, 7-6(7-1)      |
| 2014 | ノバク・ジョコビッチ     | ラファエル・ナダル           | 6-3, 6-3                |
| 2015 | ノバク・ジョコビッチ     | アンディ・マリー             | 7-6(7-3), 4-6, 6-0      |
| 2016 | ノバク・ジョコビッチ     | 錦織圭                       | 6-3, 6-3                |
| 2017 | ロジャー・フェデラー     | ラファエル・ナダル           | 6-3, 6-4                |
| 2018 | ジョン・イスナー         | アレクサンダー・ズベレフ     | 6-7(7-4), 6-4, 6-4      |
| 2019 | ロジャー・フェデラー     | ジョン・イスナー             | 6-1, 6-4                |
| 2020 | 大会開催なし             | 大会開催なし                 | 大会開催なし            |
| 2021 | フベルト・フルカチュ     | ヤニック・シナー             | 7-6(7-4), 6-4           |
| 2022 | カルロス・アルカラス     | キャスパー・ルード           | 7-5, 6-4                |
| 2023 | ダニール・メドベージェフ | ヤニック・シナー             | 7-5, 6-3                |
| 2024 | ヤニック・シナー         | グリゴール・ディミトロフ     | 6-3, 6-1                |
| 2025 | ヤクプ・メンシーク       | ノバク・ジョコビッチ         | 7-6(7-4), 7-6(7-4)      |

### 記録
- 最多優勝
  -  アンドレ・アガシ 6回 (1990, 1995, 1996, 2001, 2002, 2003)
  -  ノバク・ジョコビッチ 6回 (2007, 2011, 2012, 2014, 2015, 2016)
- 連覇記録
  -  アンドレ・アガシ 3連覇 (2001-2003)
  -  ノバク・ジョコビッチ 3連覇 (2014-2016)

### 女子シングルス
| 年   | 優勝者                           | 準優勝者                     | スコア            |
| ---- | -------------------------------- | ---------------------------- | ----------------- |
| 1985 | マルチナ・ナブラチロワ           | クリス・エバート・ロイド     | 6-2, 6-4          |
| 1986 | クリス・エバート・ロイド         | シュテフィ・グラフ           | 6-4, 6-2          |
| 1987 | シュテフィ・グラフ               | クリス・エバート             | 6-1, 6-2          |
| 1988 | シュテフィ・グラフ               | クリス・エバート             | 6-4, 6-4          |
| 1989 | ガブリエラ・サバティーニ         | クリス・エバート             | 6-1, 4-6, 6-2     |
| 1990 | モニカ・セレシュ                 | ジュディス・ヴィースナー     | 6-1, 6-2          |
| 1991 | モニカ・セレシュ                 | ガブリエラ・サバティーニ     | 6-3, 7-5          |
| 1992 | アランチャ・サンチェス・ビカリオ | ガブリエラ・サバティーニ     | 6-1, 6-4          |
| 1993 | アランチャ・サンチェス・ビカリオ | シュテフィ・グラフ           | 6-4, 3-6, 6-3     |
| 1994 | シュテフィ・グラフ               | ナターシャ・ズベレワ         | 4-6, 6-1, 6-2     |
| 1995 | シュテフィ・グラフ               | 伊達公子                     | 6-1, 6-4          |
| 1996 | シュテフィ・グラフ               | チャンダ・ルビン             | 6-1, 6-3          |
| 1997 | マルチナ・ヒンギス               | モニカ・セレシュ             | 6-2, 6-1          |
| 1998 | ビーナス・ウィリアムズ           | アンナ・クルニコワ           | 2-6, 6-4, 6-1     |
| 1999 | ビーナス・ウィリアムズ           | セリーナ・ウィリアムズ       | 6-1, 4-6, 6-4     |
| 2000 | マルチナ・ヒンギス               | リンゼイ・ダベンポート       | 6-3, 6-2          |
| 2001 | ビーナス・ウィリアムズ           | ジェニファー・カプリアティ   | 4-6, 6-1, 7-6     |
| 2002 | セリーナ・ウィリアムズ           | ジェニファー・カプリアティ   | 7-5, 7-6          |
| 2003 | セリーナ・ウィリアムズ           | ジェニファー・カプリアティ   | 4-6, 6-4, 6-1     |
| 2004 | セリーナ・ウィリアムズ           | エレーナ・デメンチェワ       | 6-1, 6-1          |
| 2005 | キム・クライシュテルス           | マリア・シャラポワ           | 6-3, 7-5          |
| 2006 | スベトラーナ・クズネツォワ       | マリア・シャラポワ           | 6-4, 6-3          |
| 2007 | セリーナ・ウィリアムズ           | ジュスティーヌ・エナン       | 0-6, 7-5, 6-3     |
| 2008 | セリーナ・ウィリアムズ           | エレナ・ヤンコビッチ         | 6-1, 5-7, 6-3     |
| 2009 | ビクトリア・アザレンカ           | セリーナ・ウィリアムズ       | 6-3, 6-1          |
| 2010 | キム・クライシュテルス           | ビーナス・ウィリアムズ       | 6-2, 6-1          |
| 2011 | ビクトリア・アザレンカ           | マリア・シャラポワ           | 6-1, 6-4          |
| 2012 | アグニエシュカ・ラドワンスカ     | マリア・シャラポワ           | 7-5, 6-4          |
| 2013 | セリーナ・ウィリアムズ           | マリア・シャラポワ           | 4-6, 6-3, 6-0     |
| 2014 | セリーナ・ウィリアムズ           | 李娜                         | 7-5, 6-1          |
| 2015 | セリーナ・ウィリアムズ           | カルラ・スアレス・ナバロ     | 6-2, 6-0          |
| 2016 | ビクトリア・アザレンカ           | スベトラーナ・クズネツォワ   | 6-3, 6-2          |
| 2017 | ジョアンナ・コンタ               | キャロライン・ウォズニアッキ | 6-4, 6-3          |
| 2018 | スローン・スティーブンス         | エレナ・オスタペンコ         | 7-6(7-5), 6-1     |
| 2019 | アシュリー・バーティ             | カロリナ・プリスコバ         | 7-6(7-1), 6-3     |
| 2020 | 大会開催なし                     | 大会開催なし                 | 大会開催なし      |
| 2021 | アシュリー・バーティ             | ビアンカ・アンドレースク     | 6-3, 4-0 途中棄権 |
| 2022 | イガ・シフィオンテク             | 大坂なおみ                   | 6-4, 6-0          |
| 2023 | ペトラ・クビトバ                 | エレーナ・リバキナ           | 7-6(16-14), 6-2   |
| 2024 | ダニエル・コリンズ               | エレーナ・リバキナ           | 7-5, 6-3          |
| 2025 | アリーナ・サバレンカ             | ジェシカ・ペグラ             | 7-5, 6-2          |

### 記録
- 最多優勝
  -  セリーナ・ウィリアムズ 8回 (2002, 2003, 2004, 2007, 2008, 2013, 2014, 2015)
- 連覇記録
  -  シュテフィ・グラフ 3連覇 (1994-1996)
  -  セリーナ・ウィリアムズ 3連覇 (2002-2004, 2013-2015)

### 男子ダブルス
| 年   | 優勝者                                                    | 準優勝者                                              | スコア                |
| ---- | --------------------------------------------------------- | ----------------------------------------------------- | --------------------- |
| 1985 | ポール・アナコーン クリスト・バン・レンスバーグ           | シャーウッド・スチュワート キム・ウォーウィック       | 7-5, 7-5, 6-4         |
| 1986 | ブラッド・ギルバート ビンセント・バン・パタン             | ステファン・エドベリ アンダース・ヤリード             | 不戦勝                |
| 1987 | ポール・アナコーン クリスト・バン・レンスバーグ           | ケン・フラック ロバート・セグソ                       | 6-2, 6-4, 6-4         |
| 1988 | ジョン・フィッツジェラルド アンダース・ヤリード           | ケン・フラック ロバート・セグソ                       | 7-6, 6-1, 7-5         |
| 1989 | ヤコブ・ラセク アンダース・ヤリード                       | ジム・グラブ パトリック・マッケンロー                 | 6-3 途中棄権          |
| 1990 | リック・リーチ ジム・ピュー                               | ボリス・ベッカー カシオ・モッタ                       | 6-7, 6-4, 6-2         |
| 1991 | ウェイン・フェレイラ ピエト・ノーバル                     | ケン・フラック ロバート・セグソ                       | 6-0, 7-6              |
| 1992 | ケン・フラック トッド・ウィッツケン                       | ケント・キニア スベン・サルマー                       | 7-6, 6-4              |
| 1993 | リカルト・クライチェク ヤン・シーメリンク                 | ジョナサン・スターク パトリック・マッケンロー         | 6-2, 6-4              |
| 1994 | ヤッコ・エルティン ポール・ハーフース                     | ジャレッド・パーマー マーク・ノールズ                 | 6-2, 6-2              |
| 1995 | マーク・ウッドフォード トッド・ウッドブリッジ             | ジム・グラブ パトリック・マッケンロー                 | 6-4, 3-6, 7-6         |
| 1996 | マーク・ウッドフォード トッド・ウッドブリッジ             | パトリック・ガルブレイス エリス・フェレイラ           | 6-3, 6-7, 7-6         |
| 1997 | マーク・ウッドフォード トッド・ウッドブリッジ             | ダニエル・ネスター マーク・ノールズ                   | 6-4, 3-6, 6-3         |
| 1998 | リック・リーチ エリス・フェレイラ                         | ジョナサン・スターク アレックス・オブライエン         | 6-3, 2-6, 6-0         |
| 1999 | ウェイン・ブラック サンドン・ストール                     | ボリス・ベッカー ジャン＝マイケル・ギャンビル         | 6-4, 7-6              |
| 2000 | マーク・ウッドフォード トッド・ウッドブリッジ             | マルティン・ダム ドミニク・フルバティ                 | 6-3, 6-4              |
| 2001 | イジー・ノバク デビッド・リクル                           | ヨナス・ビョルクマン トッド・ウッドブリッジ           | 1-6, 6-2, 6-3         |
| 2002 | ダニエル・ネスター マーク・ノールズ                       | ドナルド・ジョンソン ジャレッド・パーマー             | 6-3, 3-6, 6-1         |
| 2003 | ロジャー・フェデラー マックス・ミルヌイ                   | リーンダー・パエス デビッド・リクル                   | 7-5, 6-3              |
| 2004 | ウェイン・ブラック ケビン・ウリエット                     | ヨナス・ビョルクマン トッド・ウッドブリッジ           | 6-2, 7-6              |
| 2005 | ヨナス・ビョルクマン マックス・ミルヌイ                   | ウェイン・ブラック ケビン・ウリエット                 | 6-1, 6-2              |
| 2006 | ヨナス・ビョルクマン マックス・ミルヌイ                   | ボブ・ブライアン マイク・ブライアン                   | 6-4, 6-4              |
| 2007 | ボブ・ブライアン マイク・ブライアン                       | マルティン・ダム リーンダー・パエス                   | 6-7, 6-3, [10-7]      |
| 2008 | ボブ・ブライアン マイク・ブライアン                       | マヘシュ・ブパシ マーク・ノールズ                     | 6-2, 6-2              |
| 2009 | マックス・ミルヌイ アンディ・ラム                         | アシュレー・フィッシャー ステファン・フース           | 6-7, 6-2, [10-7]      |
| 2010 | ルーカス・ドロウヒー リーンダー・パエス                   | マヘシュ・ブパシ マックス・ミルヌイ                   | 6-2, 7-5              |
| 2011 | マヘシュ・ブパシ リーンダー・パエス                       | マックス・ミルヌイ ダニエル・ネスター                 | 6-7(5-7), 6-2, [10-5] |
| 2012 | リーンダー・パエス ラデク・ステパネク                     | マックス・ミルヌイ ダニエル・ネスター                 | 3-6, 6-1, [10-8]      |
| 2013 | アイサム＝ウル＝ハク・クレシ ジャン＝ジュリアン・ロイヤー | マリウシュ・フィルステンベルク マルチン・マトコフスキ | 6-4, 6-1              |
| 2014 | ボブ・ブライアン マイク・ブライアン                       | フアン・セバスチャン・カバル ロベルト・ファラ         | 7-6(10-8), 6-4        |
| 2015 | ボブ・ブライアン マイク・ブライアン                       | バセク・ポシュピシル ジャック・ソック                 | 6-3, 1-6, [10-8]      |
| 2016 | ピエール＝ユーグ・エルベール ニコラ・マユ                 | レイベン・クラーセン ラジーブ・ラム                   | 5-7, 6-1, [10-7]      |
| 2017 | ルカシュ・クボット マルセロ・メロ                         | ニコラス・モンロー ジャック・ソック                   | 7-5, 6-3              |
| 2018 | ボブ・ブライアン マイク・ブライアン                       | カレン・ハチャノフ アンドレイ・ルブレフ               | 4-6, 7-6(7-5), [10-4] |
| 2019 | ボブ・ブライアン マイク・ブライアン                       | ウェスリー・クールホフ ステファノス・シチパス         | 7-5, 7-6(10-8)        |
| 2020 | 大会開催なし                                              | 大会開催なし                                          | 大会開催なし          |
| 2021 | ニコラ・メクティッチ マテ・パビッチ                       | ダニエル・エバンズ ニール・スクプスキ                 | 6-4, 6-4              |
| 2022 | Hubert Hurkacz ジョン・イスナー                           | Wesley Koolhof Neal Skupski                           | 7-6(7-5), 6-4         |
| 2023 | Santiago González Édouard Roger-Vasselin                  | Austin Krajicek Nicolas Mahut                         | 7-6(7-4), 7-5         |
| 2024 | Rohan Bopanna Matthew Ebden                               | Ivan Dodig Austin Krajicek                            | 6-7(3-7), 6-3, [10-6] |
| 2025 | Marcelo Arévalo Mate Pavić                                | Julian Cash Lloyd Glasspool                           | 7–6(7–3), 6–3         |

### 女子ダブルス
| 年   | 優勝者                                                | 準優勝者                                              | スコア                |
| ---- | ----------------------------------------------------- | ----------------------------------------------------- | --------------------- |
| 1985 | マルチナ・ナブラチロワ ジジ・フェルナンデス           | ハナ・マンドリコワ バーバラ・ジョーダン               | 7-6, 6-2              |
| 1986 | ヘレナ・スコバ パム・シュライバー                     | クリス・エバート ウェンディ・ターンブル               | 6-2, 6-3              |
| 1987 | マルチナ・ナブラチロワ パム・シュライバー             | ヘレナ・スコバ クラウディア・コーデ＝キルシュ         | 6-3, 7-6              |
| 1988 | シュテフィ・グラフ ガブリエラ・サバティーニ           | ジジ・フェルナンデス ジーナ・ガリソン                 | 7-6, 6-3              |
| 1989 | ヘレナ・スコバ ヤナ・ノボトナ                         | ジジ・フェルナンデス ロリ・マクニール                 | 7-6, 6-4              |
| 1990 | ヘレナ・スコバ ヤナ・ノボトナ                         | ベッツィ・ナゲルセン ロビン・ホワイト                 | 6-4, 6-3              |
| 1991 | メアリー・ジョー・フェルナンデス ジーナ・ガリソン     | ジジ・フェルナンデス ヤナ・ノボトナ                   | 7-5, 6-2              |
| 1992 | アランチャ・サンチェス・ビカリオ ラリサ・ネーランド   | メアリー・ジョー・フェルナンデス ジーナ・ガリソン     | 7-5, 6-2              |
| 1993 | ヤナ・ノボトナ ラリサ・ネーランド                     | キャシー・リナルディ ジル・ヘザリントン               | 6-2, 7-5              |
| 1994 | ジジ・フェルナンデス ナターシャ・ズベレワ             | メレディス・マグラス パティ・フェンディック           | 6-3, 6-1              |
| 1995 | アランチャ・サンチェス・ビカリオ ヤナ・ノボトナ       | ジジ・フェルナンデス ナターシャ・ズベレワ             | 7-5, 2-6, 6-3         |
| 1996 | アランチャ・サンチェス・ビカリオ ヤナ・ノボトナ       | メレディス・マグラス ラリサ・ネーランド               | 6-4, 6-4              |
| 1997 | アランチャ・サンチェス・ビカリオ ナターシャ・ズベレワ | サビーネ・アペルマンス ミリアム・オレマンス           | 6-2, 6-3              |
| 1998 | マルチナ・ヒンギス ヤナ・ノボトナ                     | アランチャ・サンチェス・ビカリオ ナターシャ・ズベレワ | 6-2, 3-6, 6-3         |
| 1999 | マルチナ・ヒンギス ヤナ・ノボトナ                     | メアリー・ジョー・フェルナンデス モニカ・セレシュ     | 0-6, 6-4, 7-6         |
| 2000 | ジュリー・アラール＝デキュジス 杉山愛                 | ニコル・アレント マノン・ボーラグラフ                 | 4-6, 7-5, 6-4         |
| 2001 | アランチャ・サンチェス・ビカリオ ナタリー・トージア   | リサ・レイモンド レネ・スタブス                       | 6-0, 6-4              |
| 2002 | リサ・レイモンド レネ・スタブス                       | ビルヒニア・ルアノ・パスクアル パオラ・スアレス       | 7-6, 6-7, 6-3         |
| 2003 | マグダレナ・マレーバ リーゼル・フーバー               | 浅越しのぶ 宮城ナナ                                   | 6-4, 3-6, 7-5         |
| 2004 | ナディア・ペトロワ メガン・ショーネシー               | スベトラーナ・クズネツォワ エレーナ・リホフツェワ     | 6-2, 6-3              |
| 2005 | スベトラーナ・クズネツォワ アリシア・モリク           | リサ・レイモンド レネ・スタブス                       | 7-5, 6-7, 6-2         |
| 2006 | リサ・レイモンド サマンサ・ストーサー                 | マルチナ・ナブラチロワ リーゼル・フーバー             | 6-4, 7-5              |
| 2007 | リサ・レイモンド サマンサ・ストーサー                 | カーラ・ブラック リーゼル・フーバー                   | 6-4, 3-6, [10-2]      |
| 2008 | カタリナ・スレボトニク 杉山愛                         | カーラ・ブラック リーゼル・フーバー                   | 7-5, 4-6 [10-3]       |
| 2009 | スベトラーナ・クズネツォワ アメリ・モレスモ           | リサ・レイモンド クベタ・ペシュケ                     | 4-6, 6-3, [10-3]      |
| 2010 | ヒセラ・ドゥルコ フラビア・ペンネッタ                 | ナディア・ペトロワ サマンサ・ストーサー               | 6-3, 4-6, [10-7]      |
| 2011 | ダニエラ・ハンチュコバ アグニエシュカ・ラドワンスカ   | リーゼル・フーバー ナディア・ペトロワ                 | 7-6(7-5), 2-6, [10-8] |
| 2012 | マリア・キリレンコ ナディア・ペトロワ                 | サラ・エラニ ロベルタ・ビンチ                         | 7-6(7-0), 4-6, [10-4] |
| 2013 | ナディア・ペトロワ カタリナ・スレボトニク             | リサ・レイモンド ローラ・ロブソン                     | 6-1, 7-6(7-2)         |
| 2014 | マルチナ・ヒンギス ザビーネ・リシキ                   | エカテリーナ・マカロワ エレーナ・ベスニナ             | 4-6, 6-4, [10-5]      |
| 2015 | マルチナ・ヒンギス サニア・ミルザ                     | エカテリーナ・マカロワ エレーナ・ベスニナ             | 7-5, 6-1              |
| 2016 | ベサニー・マテック＝サンズ ルーシー・サファロバ       | ティメア・バボシュ ヤロスラワ・シュウェドワ           | 6-3, 6-4              |
| 2017 | ガブリエラ・ダブロウスキー 徐一幡                     | サニア・ミルザ バルボラ・ストリコバ                   | 6-4, 6-3              |
| 2018 | アシュリー・バーティ ココ・バンダウェイ               | バルボラ・クレイチコバ カテリナ・シニアコバ           | 6-2, 6-1              |
| 2019 | エリーズ・メルテンス アリーナ・サバレンカ             | サマンサ・ストーサー 張帥                             | 7-6(7-5), 6-2         |
| 2020 | 大会開催なし                                          | 大会開催なし                                          | 大会開催なし          |
| 2021 | 青山修子 柴原瑛菜                                     | ヘイリー・カーター ルイーザ・ステファニー             | 6-2, 7-5              |
| 2022 | Laura Siegemund ベラ・ズボナレワ                      | Veronika Kudermetova Elise Mertens                    | 7-6(7-3), 7-5         |
| 2023 | コリ・ガウフ ジェシカ・ペグラ                         | Leylah Fernandez テイラー・タウンゼント               | 7-6(8-6), 6-2         |
| 2024 | ソフィア・ケニン Bethanie Mattek-Sands                | Gabriela Dabrowski Erin Routliffe                     | 4-6, 7-6(7-5), [11-9] |
| 2025 | Mirra Andreeva Diana Shnaider                         | Cristina Bucșa 加藤未唯                               | 6–3, 6–7(5–7), [10–2] |

### 混合ダブルス
| 年   | 優勝者                                 | 準優勝者                                | スコア        |
| ---- | -------------------------------------- | --------------------------------------- | ------------- |
| 1985 | Heinz Günthardt マルチナ・ナブラチロワ | Wojciech Fibak Carling Bassett          | 6-3, 6-4      |
| 1986 | John Fitzgerald Elizabeth Smylie       | エミリオ・サンチェス シュテフィ・グラフ | 6-4, 7-5      |
| 1987 | Miloslav Mečíř Jana Novotná            | Christo van Rensburg Elna Reinach       | 6-3, 3-6, 6-3 |
| 1988 | Michiel Schapers Ann Henricksson       | Jim Pugh Jana Novotná                   | 6-4, 6-4      |
| 1989 | Ken Flach Jill Hetherington            | Sherwood Stewart Zina Garrison          | 6-2, 7-6(7-3) |